# Holmelgonia hirsuta
Holmelgonia hirsuta là một loài nhện trong họ Linyphiidae.
Loài này thuộc chi Holmelgonia. Holmelgonia hirsuta được František Miller miêu tả năm 1970.